# Mondo Leone

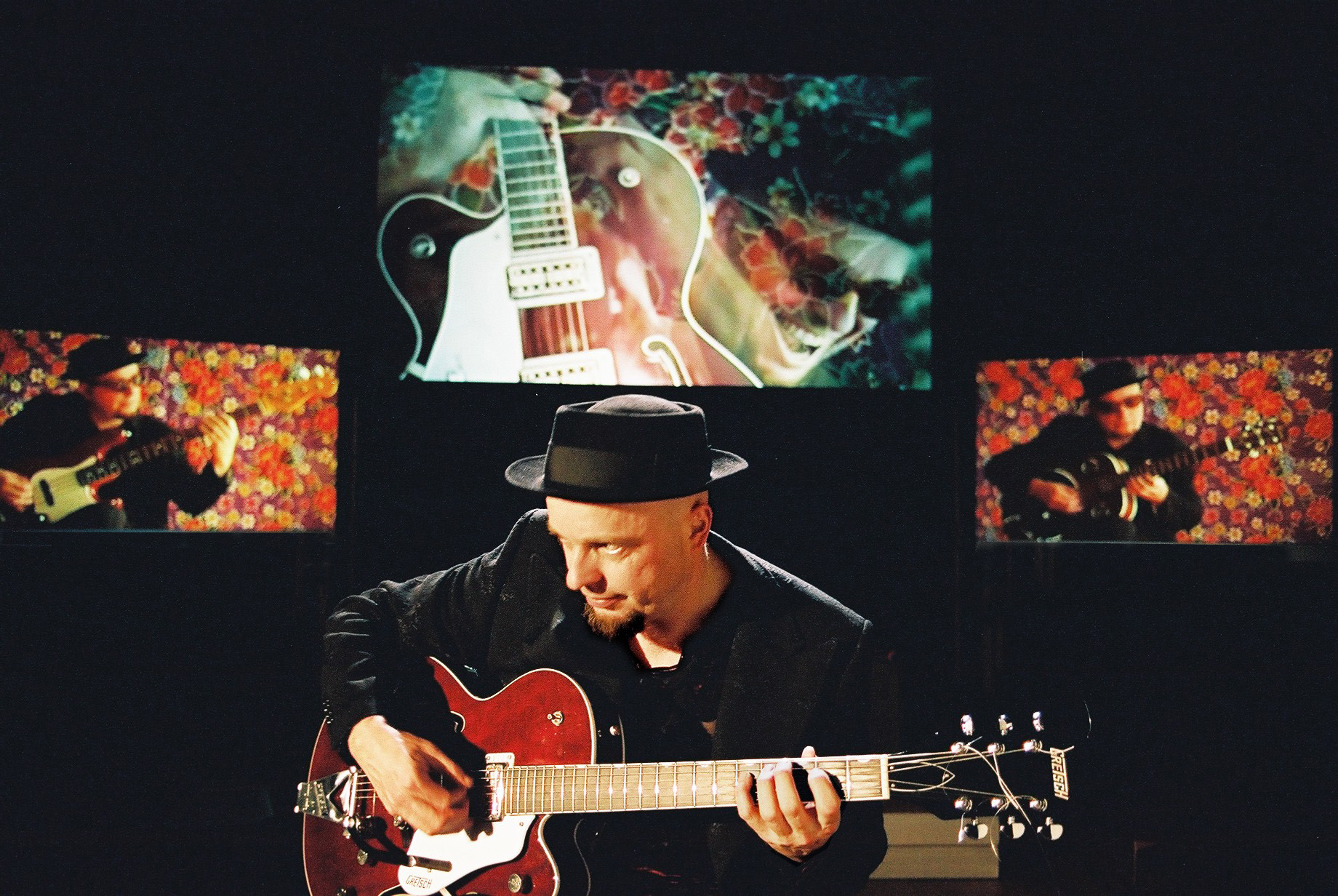
Giesen in actie tijdens diens Mondo Leone-tour (foto door Marcel Prins).

Mondo Leone is een muziekproject van de Nederlandse filmmaker, muzikant, vertalenverteller en schatzoeker Leon Giesen. Het project omvat theatervoorstellingen, een vijftal albums en het (uitsluitend bij optredens verkrijgbare) "koesterboekje". De eerste tour van het programma vond plaats in 2004.
De show bevat een serie verhalen en gedachtes, korte films, live-muziek en liedjes op scherm. Giesen speelt hierbij zijn eigen muziek (op gitaar en basgitaar) en zingt. Hij wordt op de schermen bijgestaan door bijvoorbeeld Mathilde Santing, Bert Haanstra of de bassectie van het Radio Philharmonisch Orkest. Vooral het contact met het publiek is een belangrijk element. Giesen zegt zelf dat hij in dit programma zijn verschillende kanten zo dicht mogelijk bij elkaar probeert te brengen.
Mondo Leone was ook te zien tijdens het theaterfestival De Parade. Tijdens De Parade 2005 was de naam van zijn voorstellingen Club Mondo Leone; inmiddels is deze club daadwerkelijk tot stand gekomen. In september 2007 startte een nieuwe tour van dit inmiddels langlopende project. Deze omvat twee gelijktijdige series optredens (getiteld Mondo Leone - Hemel op Aarde en Mondo Leone Voor Beginners/Greatest Hits) alsmede een aantal optredens tijdens De Parade.
Begin november 2007 verscheen de derde cd van Mondo Leone, getiteld Open Deuren Naar Geluk. Deze cd was de opvolger van het album Nieuwe Liedjes uit juni 2006.
Voor het theaterprogramma 2009-2010 heeft Leon Giesen onder meer gebruikgemaakt van restjes filmmateriaal van het Filmmuseum, vooral materiaal dat de censuur ooit weggeknipt had. Ook besteedt hij aandacht aan de kwestie van de zogenaamde eskimomummie in het Westfries Museum.
In 2010 verschijnt de vierde cd "Voor Van". Begin 2012 is Mondo Leone actief voor een televisie-uitzending in verband met het 10-jarig huwelijksfeest van Prins Willem-Alexander en Prinses Máxima. Hierin vertolkt hij onder andere het speciaal voor de gelegenheid geschreven lied "Máxima is mijn sexy koningin".
Voor het nieuw te verschijnen album in 2012 schakelt Mondo Leone zijn Club Mondo Leone in. Giesen uit de wens om zijn nieuwe album op te nemen met ondersteuning van topmuzikanten. Teneinde het budget hiervoor bij elkaar te krijgen maakt hij gebruik van de crowdfunding-methode. Clubleden kunnen tegen vergoeding aanwezig zijn bij de live/studio-opname en krijgen ook het album, voorzien van een door Giesen getekend portret van de koper. In slechts enkele dagen tijd slaagt Giesen in zijn opzet. Met behulp van Leon Klaasse (drums), Jac Bico (gitaar), Simon Gitsels (toetsen) en Herbie Flowers (bas) vinden op 23 en 24 augustus 2012 de opnames van het album plaats, dat in oktober verschijnt met de titel Jij.
Halverwege 2013 start Giesen nogmaals een crowdfunding-actie, ditmaal niet om een muzikaal project te financieren, maar om de zoektocht naar een vermeende nazischat mogelijk te maken. Hij geeft voor dit doel Schatkaarten uit, waarmee de koper zich voor 50 euro kan inkopen in de zoektocht (zonder daarmee overigens recht te krijgen op een deel van de schat, mocht deze gevonden worden: ook Giesen zelf wil daarvan geen deel). Op zijn website doet Giesen verslag van de vorderingen en op 24 november 2013 doet hij, begeleid door videobeelden en een live-band, in detail zijn verhaal uit de doeken in de De Rode Doos in Leidsche Rijn, waarvoor enkel de 900 Schatkaarthouders zijn uitgenodigd. Zij krijgen daar te horen dat op de plaats waar Giesen een schat vermoedde, niets van waarde is aangetroffen: wel heeft hij er plakkaten met de namen van alle Schatkaarthouders achtergelaten. In de woorden van Giesen: Er lag geen schat, maar er liggen er nu negenhonderd. Als herinnering krijgen de Schatkaarthouders van Giesen een Mondo Leone-munt. Ook kondigt hij de oprichting van het Instituut Voor Verwondering aan, dat onderzoek gaat doen naar bijzondere verhalen in de wereld van alledag en deze verhalen uitdragen in diverse media.